# Simon en Helenakerk
De Kerk van Simon en Helena (Wit-Russisch: Касьцёл Сьвятых Сымона і Алены) is een rooms-katholiek kerkgebouw in de Wit-Russische stad Minsk. Vanwege de uit Częstochowa afkomstige rode baksteen heeft de kerk de bijnaam "Rode Kerk".

## Geschiedenis
De bouw van de kerk werd financieel mogelijk gemaakt door de fortuinlijke grootgrondbezitter Edward Woyniłłowizc, iemand van adellijke afkomst die 100.000 roebel voor dit doel ter beschikking stelde. In 1910 werd de kerk gewijd aan de heiligen Simon en Helena. De naam van de kerk heeft betrekking op de patroonheiligen van de vroeggestorven kinderen van Woyniłłowizc.

## Sovjet-periode
Het Rode Leger beroofde de kerk in 1923 van alle waarden en in 1932 volgde sluiting van de kerk en overdracht aan een Pools theatergezelschap. Later kreeg een filmstudio het gebouw in gebruik. Tijdens de Duitse bezetting werd het gebouw teruggegeven aan de Rooms-Katholieke Kerk. Na de oorlog werd de kerk wederom gesloten voor de eredienst. Er volgde een renovatie en de filmstudio nam weer gebruik van het gebouw. In 1975 werd het gebouw een bioscoop. Tevens was in het gebouw van 1976 tot 1988 het Museum van de Wit-Russische Cinema ondergebracht.

## Heropening
In 1990 werd de kerk definitief teruggeven aan de Rooms-katholieke Kerk. Sinds de renovatie is de kerk een belangrijk religieus, cultureel en sociaal centrum voor de katholieke gemeenschap. Het is ook een centrum voor de kleine Wit-Russische Grieks-katholieke gemeenschap. In 2006 kreeg de in 1928 te Bydgoszcz gestorven Edward Woyniłłowicz, de persoon die de bouw van de kerk mogelijk maakte, hier een herbegrafenis. In 2010 werd bij de kerk een groot bronzen beeld van de Aartsengel Michaël geplaatst, die met een speer de draak doorboort.